# ان‌جی‌سی ۶۲۶۳
ان‌جی‌سی ۶۲۶۳ یک کهکشان‌ است.